# 菲耶索莱圣亚历山大圣殿
圣亚历山大圣殿（Basilica of Sant'Alessandro）是一座罗马天主教宗座圣殿，位于意大利托斯卡纳大区佛罗伦斯广域市的菲耶索莱。该堂建于6世纪，原址是一座伊特鲁里亚神庙。它是菲耶索莱最古老的教堂。19世纪初增加了新古典主义建筑的立面，而内部的原有设计基本上仍保留下来。

## 历史
圣亚历山大圣殿的原址是一座伊特鲁里亚神庙，靠近菲耶索莱的最高点。它很可能是在6世纪由国王狄奧多里克大帝下令建造， 是菲耶索莱最古老的教堂。 该堂最初称为耶路撒冷的圣伯多禄堂（Santo Pietro in Gerusalemme），直到823年改名为圣亚历山大堂 。圣亚历山大是菲耶索莱教区的一位主教,公元590年在博洛尼亚附近雷諾河殉道。亚历山大的遗体被送回菲耶索莱，安葬在教堂的祭坛后面。

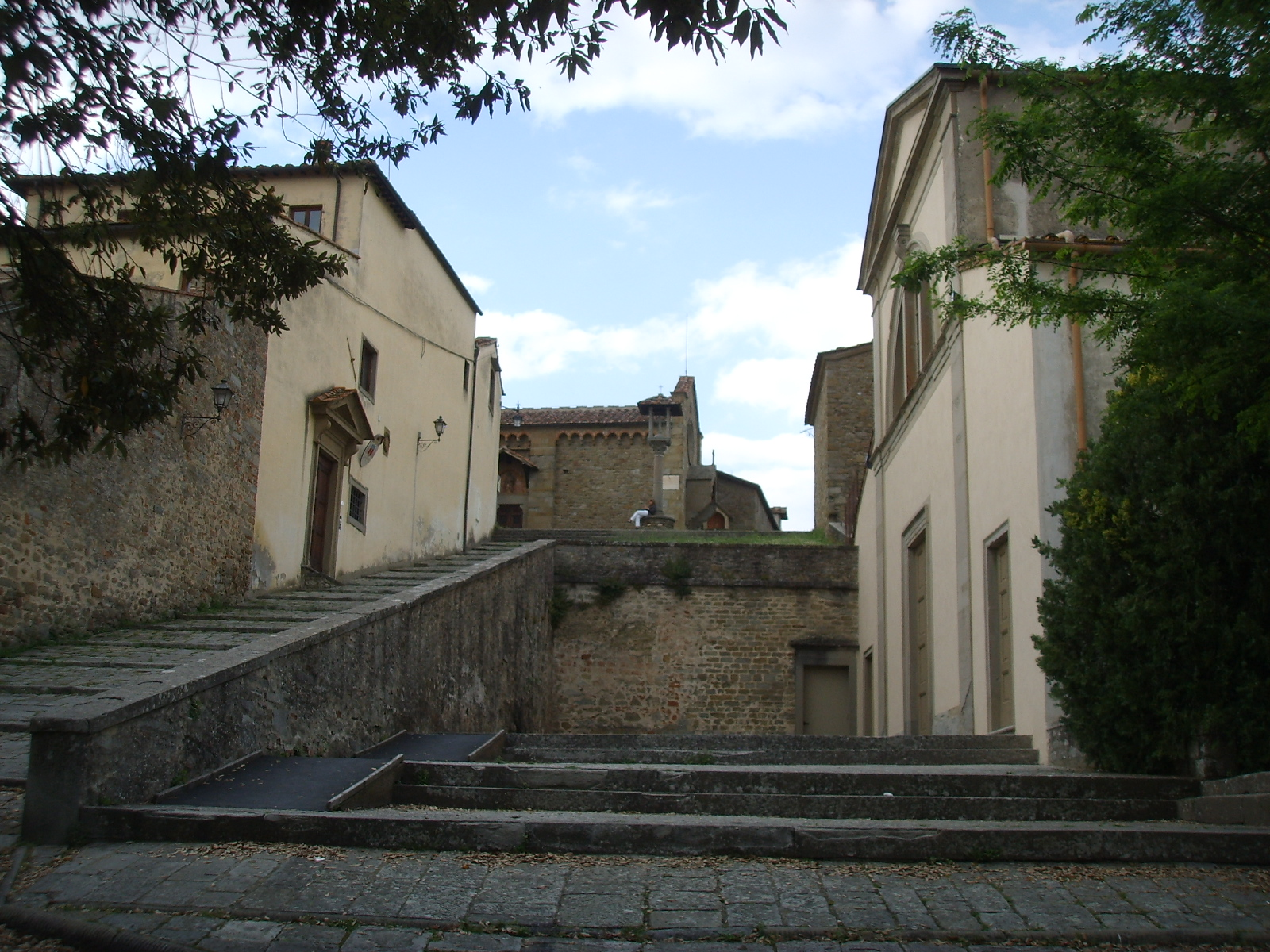

今天，该堂只作为展览场地使用。